# 제11공수사단
제11공수사단(11th Airborne Division)은 미국 육군의 공수사단이다.

## 역사

### 일본 점령 및 군정군 시기
1948년 11월 15일, 정규군으로 배정되었다.
일본 점령군으로서 근무는 1949년까지 이어졌고, 이후 복원으로 받아 임무에서 해제되어 미국 본토로 귀국하였다. 캔터키주의 캠프 캠벨로 건너가 주둔하였다.
1950년대 초에 알래스카에서 각종 훈련을 받았다.
1958년 7월 1일, 독일에서 해산하였다.

### 6.25 전쟁

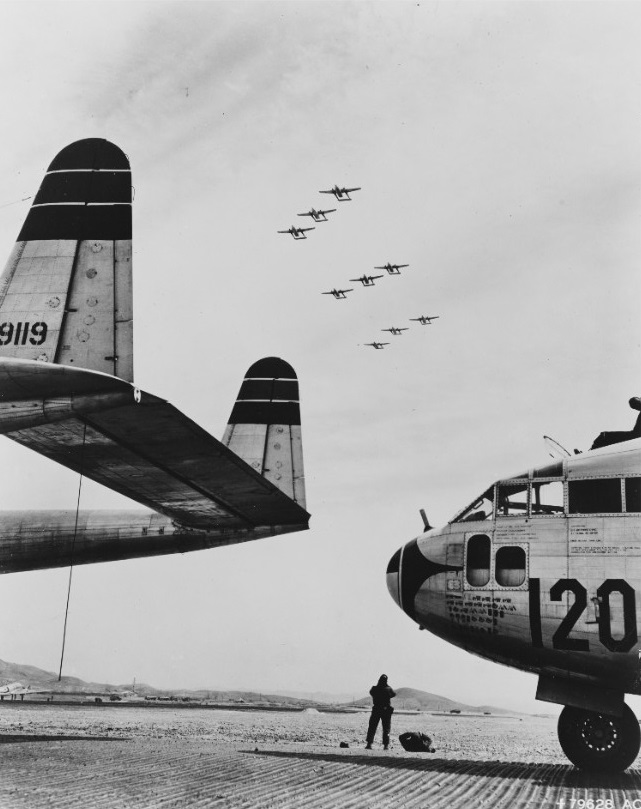
1951년 3월 23일, 토마호크 작전으로 제187연대전투단을 태우고 서울 서북쪽의 강하지점으로 향하는 제315항공사단 (전투 화물)소속 더글라스 C-119

6.25 전쟁이 발발하자, 사단의 제187공수보병연대와 제674공수야전포병대대가 사단에서 분리되어 제187연대전투단으로서 한반도에 전개하였다.
1951년 6월 26일, 전략예비대로 지정되어 전선에서 벗어나 일본에 배치되었다가, 1952년 5월 24일에 거제포로수용소에서 일어난 폭동을 진압하는데 투입되었다.
청천강 전투, 토마호크 작전 등에 참가하였다.

### 제11공중강습사단 (실험)
1963년 2월 7일부터 1965년 7월 1일까지 조지아주 포트 베닝에서 새로운 공중강습 교리의 연구 및 검증을 위해 활동하였다. 교리의 연구 및 검증을 마친 뒤, 제2보병사단으로 깃발 교체를 하고, 한반도로 건너가 다시 제1기병사단과 깃발을 교환하고 제1기병사단으로서 베트남 공화국에 전개하였다.

### 알래스카
2022년 6월 8일, 알래스카주 포트 리처드슨의 미국 알래스카 육군을 바탕으로 제11공수사단이 재소집되었다. 알래스카에 있던 제25보병사단의 제1여단전투단 (스트라이커), 제4여단전투단 (공수)은 각각, 제11공수사단의 제1, 2여단전투단으로 전환되었다.
제11공수사단의 재소집과 함께, 육군 G-1 인사부총장은 알래스카에서 근무하는 모든 장병들에게 SSI 위에 제한적으로 극지(Arctic)와 공수(Airborne)의 두개 탭을 달 수 있도록 허가하였다.
2023년 10월 16일, 사단 본부 및 본부중대가 대대로 재편성되었다.
2024년 8월 14일, 제11공수사단 산하 극지항공사령부가 포트 웨인라이트에서 창설되었다.

## 부대
- 사단 본부 및 본부대대
  - 사단 군악대
- 제1여단전투단 - 포트 웨인라이트
  - 본부 및 본부중대 "Arctic Wolves"
  - 제5보병연대, 1대대 "Bobcats"
  - 제24보병연대, 1대대 "Legion"
  - 제8야전포병연대, 2대대 "Automatic"
  - 제28군사경찰분견대 "Arctic Guardians"
  - 제21보병연대, 3대대 "Gimlets"
  - 제1기병연대, 5대대 "Black Hawks"
  - 제25여단지원대대 "Opahey"
  - 제70여단공병대대 "Grey Wolves"
  - 제65병기중대 (EOD) "Dreadnought"
- 제2여단전투단 - 포트 리처드슨
  - 본부 및 본부중대 "Spartan"
  - 제501보병연대 1대대 "1 Geronimo"
  - 제40기병연대, 1대대 (공수) "Denali"
  - 제377야전포병연대 2대대 "Spartan Steel"
  - 제509보병연대 3대대 "3 Geronimo"
  - 제6여단공병대대 (공수) "Oak"
  - 725여단지원대대 (공수) "Centurion"
    - 제4병참중대 "Ravens"
    - 제8전방외과팀
    - 제716병기중대 "Narwhals"
- 극지항공사령부 - 포트 웨인라이트
  - 제25항공연대, 1대대 (공격 정찰)
  - 제52항공연대, 1대대 (종합지원)
- 극지지원사령부
  - 제17전투유지지원대대
  - 부사관 학교
  - 북방전훈련소

## 기록

### 계보
- 1942년 11월 12일, Headquarters, 11th Airborne Division
Army of the United States에 배정됨.
→제11공수사단, 본부
- 1948년 11월 15일, 정규군에 배정됨.
- 1963년 2월 1일, Headquarters and Headquarters Company, 11th Air Assault Division
→제11공중강습사단, 본부 및 본부중대
- 1972년 1월 24일, Headquarters and Headquarters Company, 11th Airborne Division
→제11공수사단, 본부 및 본부중대
- 2023년 10월 16일, Headquarters and Headquarters Battalion, 11th Airborne Division
→제11공수사단, 본부 및 본부대대

### 참전
| 스트리머 그림 | 스트리머 이름    | 내역                                     |
| ------------- | ---------------- | ---------------------------------------- |
|               | WW2: 태평양 전쟁 | - 뉴기니아 - 레이테 - 루손 (화살촉 포함) |

### 표창
| 스트리머 그림 | 스트리머 이름           | 내역                              | 명령서 | Ref |
| ------------- | ----------------------- | --------------------------------- | ------ | --- |
|               | 미국 대통령 부대 표창   | 마닐라                            |        |     |
|               | 필리핀 대통령 부대 표창 | 1944년 10월 17일 ~ 1945년 7월 4일 |        |     |

## 주요 출신자
- 라우리 퇴르니, 사단에서 근무하였고, 1965년 베트남에서 MACV-SOG로서 활동 중에 전사.
- 찰스 네이피어 (배우), 사단의 제511보병연대에서 1954년~1958년 동안 근무함.

## 참고

### 인용
1. ↑  Joe Lacdan (2022년 6월 8일). “Army re-activates historic airborne unit, reaffirms commitment to Arctic Strategy” (영어). Army News Service. 2023년 5월 19일에 확인함.
2. ↑  Steve Beynon (2022년 5월 6일). “First Look at the Army's New Patch for its Newest Airborne Division”. 《Military.com》 (미국 영어). 2023년 5월 19일에 확인함.
3. ↑  South, Todd (2024년 8월 14일). “Army stands up Arctic aviation command” (영어). ArmyTimes. 2024년 8월 22일에 확인함.
4. ↑  “Joint Base Elmendorf-Richardson > Units >Army” (영어). 2022년 6월 12일에 원본 문서에서 보존된 문서. 2024년 7월 16일에 확인함.

### 자료
- “Regaining Arctic Dominance” (PDF). Headquarters, Department of the Army. 2021년 1월 19일. 2023년 5월 19일에 확인함.
- “Headquarters and Headquarters Battalion, 11th Airborne Division (Angels)”. 《Center of Military History》 (미국 영어). 2024년 1월 30일. 2025년 5월 4일에 확인함.